# Raionul Rîșcani
Raionul Rîșcani este un raion în nordul Republicii Moldova. Centrul raional este orașul Rîșcani.

## Demografie

### Statistici vitale
Principalii indicatori demografici, 2013:
- Natalitatea: ▼642 (9,3 la 1.000 locuitori)
- Mortalitatea: ▼997 (14,5 la 1.000 locuitori)
- Spor natural: -355

### Structura etnică
| Grup etnic        | Populație  | % Procentaj* |
| ----------------- | ---------- | ------------ |
| Moldoveni Români1 | 50.391 777 | 72,55% 1,12% |
| Ucraineni         | 15.632     | 22,51%       |
| Ruși              | 1.726      | 2,49%        |
| Țigani            | 602        | 0,87%        |
| Găgăuzi           | 61         | 0,09%        |
| Bulgari           | 60         | 0,09%        |
| Polonezi          | 42         | 0,06%        |
| Alții             | 163        | 0,23%        |

1 Persoanele care s-au declarat români la recesământul din 2004 sunt de fapt cetățeni ai RM, deoarece persoanele de cetățenie română rezidând în RM nu sunt numărați în recensământ.

## Administrație și politică
Președintele raionului Rîșcani este Vladimir Mizdrenco (PSRM), ales la 20 decembrie 2023.
Componența Consiliului Raional Rîșcani (33 de consilieri), ales la 5 noiembrie 2023, este următoarea:
|  | Partid                                        | Consilieri | Componență | Componență | Componență | Componență | Componență | Componență | Componență | Componență | Componență | Componență | Componență | Componență | Componență | Componență |
|  | --------------------------------------------- | ---------- | ---------- | ---------- | ---------- | ---------- | ---------- | ---------- | ---------- | ---------- | ---------- | ---------- | ---------- | ---------- | ---------- | ---------- |
|  | Partidul Socialiștilor din Republica Moldova  | 14         |            |            |            |            |            |            |            |            |            |            |            |            |            |            |
|  | Partidul Acțiune și Solidaritate              | 6          |            |            |            |            |            |            |            |            |            |            |            |            |            |            |
|  | Partidul Social Democrat European             | 5          |            |            |            |            |            |            |            |            |            |            |            |            |            |            |
|  | Partidul Nostru                               | 3          |            |            |            |            |            |            |            |            |            |            |            |            |            |            |
|  | Partidul Comuniștilor din Republica Moldova   | 2          |            |            |            |            |            |            |            |            |            |            |            |            |            |            |
|  | Partidul Dezvoltării și Consolidării Moldovei | 1          |            |            |            |            |            |            |            |            |            |            |            |            |            |            |
|  | Partidul „Renaștere”                          | 1          |            |            |            |            |            |            |            |            |            |            |            |            |            |            |
|  | Oleg Turea (independent)                      | 1          |            |            |            |            |            |            |            |            |            |            |            |            |            |            |

## Diviziuni administrative
Raionul Rîșcani are 55 de localități: 2 orașe, 26 de comune și 27 de sate.